# Довга важка дорога з пекла
Довга важка дорога з пекла (англ. «The Long Hard Road Out of Hell») — автобіографія Меріліна Менсона, фронтмена американського рок-гурту Marilyn Manson, яку було видано 14 лютого 1998 р. У написанні книги музиканту допоміг Ніл Страусс, журналіст із Rolling Stone.
У виданні описані події починаючи з дитинства Менсона (справжнє ім'я Браян Г'ю Ворнер) і закінчуючи скандальним туром Dead to the World Tour. У книзі розповідається про фетишизм його дідуся (зокрема про світлини із зафіксованими на них зоофілією та садомазохізмом), формування групи Marilyn Manson and the Spooky Kids, запис альбому Antichrist Superstar. На останніх сторінках задокументовано гастролі гурту, реакція людей та те, що відбувалося за лаштунками. В автобіографії безліч разів згадується досвід вживання наркотиків, статевих зносин та дисфункціональних відносин, які він називає причиною його теперішньої ситуації. Книга також містить його журналістські праці, зокрема його статтю про доміну, яку він написав для журналу 25th Parallel.
Автобіографія заглиблюється в причини виходу учасників зі складу гурту. Дехто з них залишився друзями з колишніми колегами, натомість деякі члени настільки болісно сприйняли звільнення, що навіть подали позови на фронтмена.
Книга містить безліч світлин, деякі з яких відомі давнім прихильникам колективу. Зокрема фото живого виконання пісні «Antichrist Superstar», під час якого Менсон тримає Біблію в руках, The Slasher Girls (двох дівчин, які вирізали на грудях назву гурту), фронтмена разом з Антоном ЛаВеєм. До автобіографії також увійшли юридичні документи, що підтверджують наклепницький характер заяв Асоціації американських родин щодо виступів групи, знімки, зроблені під час важливих віх кар'єри гурту, та ілюстрації з підручника Анатомія Ґрея, який передано в суспільне надбання, авторства Генрі Вандайк Картера. Наприклад, грудну клітку з обкладинки (також присутня в буклеті альбому Antichrist Superstar) взято з малюнку 115.

## Рекламна кампанія
21 лютого 1998 р. в сан-франциській музичній крамниці Virgin Megastore Менсон провів двогодинну автограф-сесію, під час якої він підписував примірники книги. Захід відвідали близько 700 фанів.